# 森田俊男
森田 俊男（もりたとしお、1921年6月25日 - 2010年8月29日）は、日本の教育研究者。平和・国際教育研究会代表。
戦後日本における平和教育をリードした。元国民教育研究所所長。「九条科学者の会」呼びかけ人を務めていた。

## 来歴
- 1921年 台湾台北市に生まれる。父は農林省の畜産獣医。以後、父の転勤により九州、中国地方を転々とする。
- 1939年 住まいを大分県に定めたのち、東京外国語学校独逸語・文科部法科入学。
- 1942年 東京外国語学校を短縮卒業。同盟通信社に入社するも召集され、陸軍第147連隊砲兵中隊に配属。
- 1945年 伊豆諸島新島で砲兵隊にて従軍中に日本敗戦。解散後、帰郷の途につく。
- 1946年 共同通信社に復帰。東京大学大学院を受験するも失敗し、再び帰郷して大分市内の旧制工業学校教員に採用される。
- 1947年 日本教職員組合（日教組）発足。大分県教組に加入。
- 1953年 『山村と教育』を上梓。教育研究者から高い評価を得る。
- 1957年 日教組の国民教育研究所（民研）に推薦を受け入所。上原専禄、宗像誠也などがいた。
- 1960年 民研の所長に就任。以後、沖縄問題を皮切りに平和・地域教育論に関する研究を多数発表。
- 1971年 和光大学非常勤講師。沖縄問題を講じる。以後、東京大学などで度々講義を持つ。
- 1972年 日教組全国教育研究集会において、分科会に「平和教育」を設置。平和教育という概念が認知される端緒となった。
- 1974年 日本平和教育研究協議会を結成。自ら主宰する。
- 1975年 『森田俊男教育論集』（全4巻）を刊行。
- 1986年 「平和教育研究・森田塾」を結成。平和教育研究者、教員らの一大交流拠点となる。
- 1991年 全日本教職員組合（全教）の結成に呼応して、「民主教育研究所」設立、同所長に就任。
- 1993年 「森田塾」を「平和・国際教育研究会」に改称。韓国教育界との平和教育交流がはじまる。
- 2010年 長年の心臓疾患により死去。89歳。

## 主な著書
- 『漁村の教育』（東洋館出版社、1956年）
- 『岩波講座現代教育学』18（共著、岩波書店、1961年）
- 『国民教育の課題』（明治図書出版、1969年）
- 『国民教育運動』1-5（明治図書出版、1971年）
- 『森田俊男教育論集』1-4（民衆社、1976年）
- 『平和・軍縮のための教育』（新日本出版社、1983年）
- 『高校生の平和ハンドブック』（平和文化、1986年）
- 『森田俊男平和教育講座』1-7（平和文化、1989年）
- 『平和・国際教育論』（平和文化、1993年）
- 『近現代史の真実は何か』（藤原彰と共著、大月書店、1996年）
- 『小・中・高校における国連憲章・国際法の教育』（平和文化、2005年）
- 『守り抜き新たに築く平和・民主・人権のための教育体制』（平和文化、2008年）
- 『平和・人権・民主主義の教育を　-私の人生89年に重ねて』（平和文化、2010年）